# Séisme de 2024 à la frontière entre la Chine et le Kirghizistan

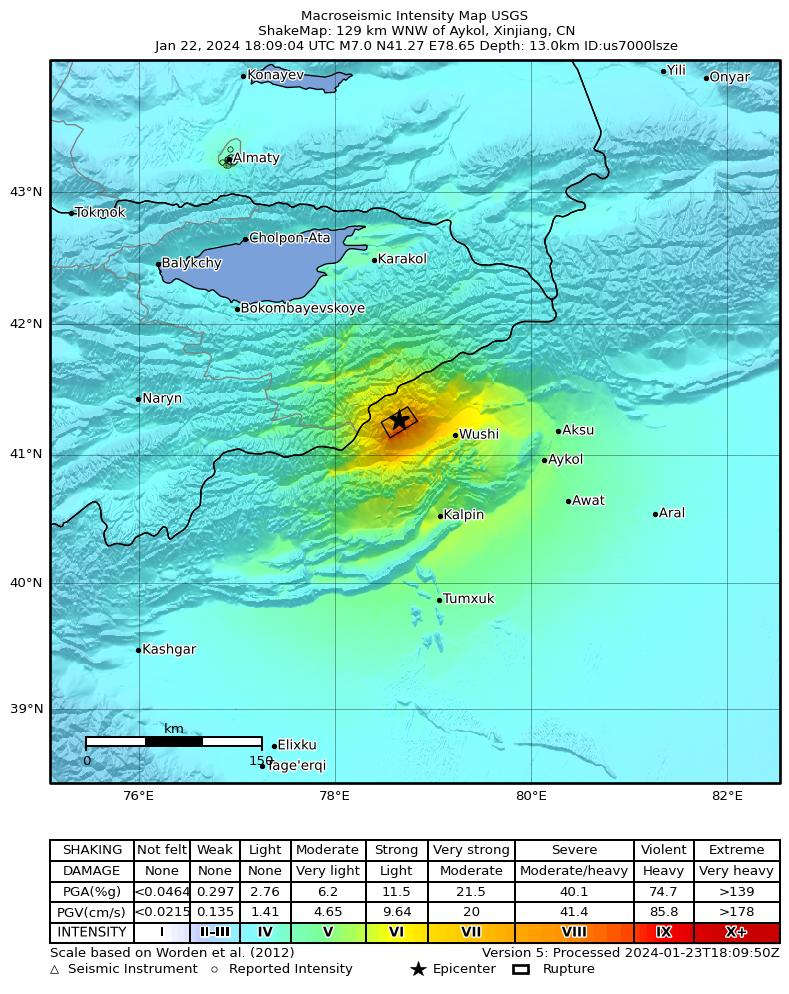
Carte du séisme du 22 janvier.

Le séisme de 2024 à la frontière entre la Chine et le Kirghizistan est un séisme de magnitude de moment (MW) 7,0 qui a lieu le 22 janvier 2024 à 18 h 9 min 6 s (UTC). L'épicentre est situé à 135 km à l'ouest d'Aksou, en Chine, dans la région ouïghoure du Xinjiang et à 136 km au sud de Karakol, au Kirghizistan. La profondeur du foyer est d'environ 20 km. 

## Caractéristiques du séismes
Les deux plans nodaux du mécanisme au foyer sont calculés à (azimut, pendage, rake) = (105,53,127)/(234,50,51) par l'IPGP. Des travaux ultérieurs déterminent que le plan de faille (234,50,51) est un plan à jeu inverse senestre sur une faille dont le pendage est de 50° vers le Nord-Ouest, l'azimut étant orienté Sud-Ouest/Nord-Est.

Le glissement maximal est d'environ 3 m pour une profondeur de 8 km, selon le modèles de l'INGV (Italie).

## Répliques
Selon l'USGS, trois répliques de magnitude 5,5, 5,1 et 5,0 ont été enregistrées. « Des dommages importants sont probables et la catastrophe est potentiellement étendue », indique l'institut américain. Ce séisme intervient au lendemain d'un glissement de terrain en Chine qui a enseveli des dizaines de personnes et fait au moins huit morts.

## Dommages et victimes

### Victimes
Le nombre de victimes, au Kazakhstan et en Chine, est pour l'instant imprécis, mais le séisme pourrait cependant avoir fait une soixante-dizaine de blessés (dont au moins deux dans un état grave) et d'importants dommages matériels. Au Xinjiang, le séisme entraîne la mort de trois personnes, les blessures de cinq et le déplacement de 12 400 autres. À Almaty, la plus grande ville kazakhstanaise, on recense au moins 67 blessés. Le Kirghizistan ne déplore quant à lui aucune victime.

### Dommages matériels
Selon le gouverneur de la préfecture autonome kirghiz de Kizilsu, le séisme provoque l'effondrement de 93 bâtiments et en endommage 851 autres à des degrés divers.  